# بلال مرميد
بلال مرميد (مواليد 28 فبراير 1980) هو إعلامي وناقد سينمائي مغربي. يُعرف بتقديمه لبرنامجه الأسبوعي («FBM المواجهة») على قناة ميدي 1 تيفي، الذي يستقبل فيه العاملين في المجال السينمائي، حيث يعمد إلى مساءلتهم في الجانب المهني.
كما يقوم بكتابة رُكن «سينما بلال مرميد».

## مسيرته
خريج المعهد العالي للإعلام والاتصال في الرباط، تخصّص في الإعلام الثقافي والسينمائي، ثم حصل بعد ذلك على ماستر في تحليل الصورة من الجامعة الكاثوليكية (لوفان) ببلجيكا.
التحق بإذاعة ميدي 1 منذ سنة 2003.
قام بتغطية مهرجان كان السينمائي لعدة سنوات، كما راكم تجربة في تغطية مهرجانات برلين ومراكش، وجوائز الأوسكار.
بعد بث حوالي 83 حلقة من برنامجه الإذاعي (في مواجهة بلال مرميد "FBM") لموسمين (2014 - 2015)، سينتقل البرنامج سنة 2016 من إذاعة ميدي 1 إلى القناة التلفزيونية ميدي 1 تيفي التابعة للمجموعة ذاتها. 

## جوائز
سنة 2017، توج بلال مرميد بدرع تكريمي من الاتحاد العام للمنتجين العرب، عن برنامجه «في مواجهة بلال مرميد».